# Доновка
Доновка — река в России, протекает по территории Целинного и Куртамышского районов Курганской области. Впадает в озеро Большие Донки.

## География
Река Доновка берёт начало в небольшом озере, расположенном к юго-востоку от села Становое. Течёт на юго-восток. У деревни Донки сливается с рекой Чесноковой, а затем впадает в озеро Большие Донки.
Топографические карты рассматривают реку Доновку как основную, а Чесноковку — как её правый приток. В некоторых официальных документах, тем не менее, Доновка фигурирует как левый приток Чесноковки, впадающей в озеро Большие Донки.
Общая длина реки Доновки составляет около 20 км (13,9 км до слияния с Чесноковой).

## Данные водного реестра
По данным государственного водного реестра России относится к Иртышскому бассейновому округу, водохозяйственный участок реки — Тобол от впадения реки Уй до города Курган, речной подбассейн реки — Тобол. Речной бассейн реки — Иртыш.
Код объекта в государственном водном реестре — 14010500312111200002174.